# Wilhelm Abegg (Politiker)

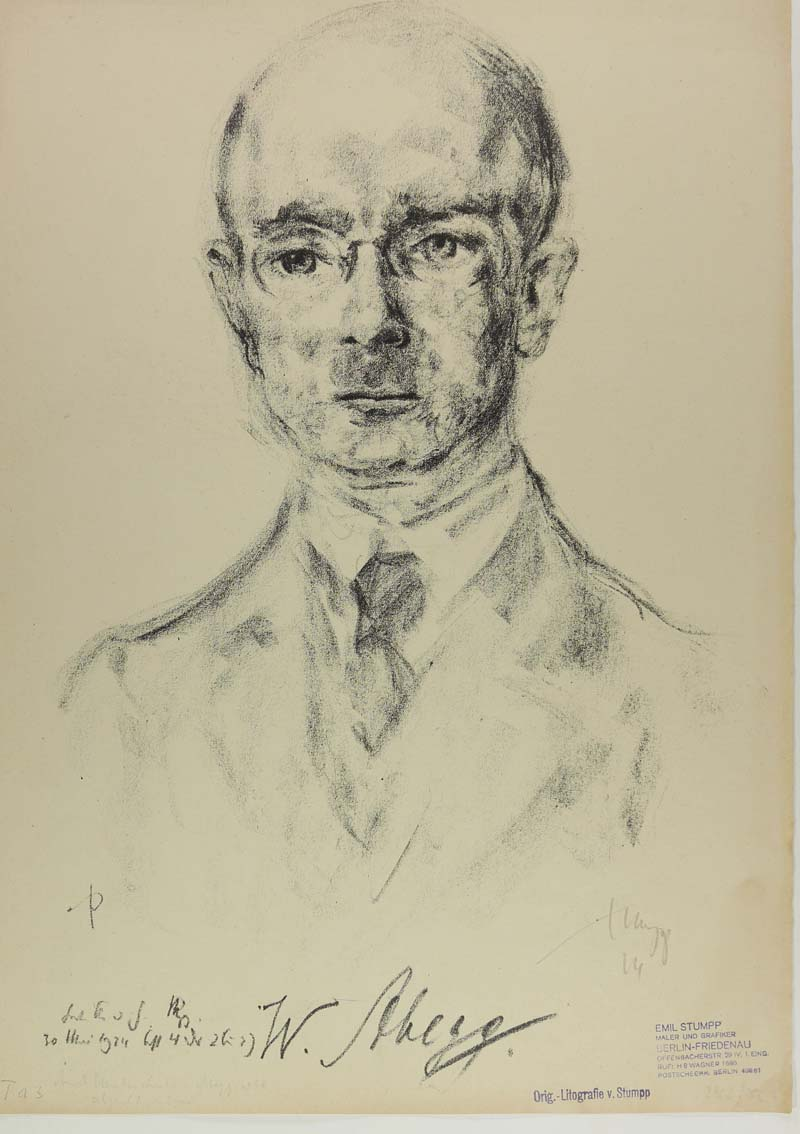
Emil Stumpp: Wilhelm Abegg (1924)

Philipp Friedrich Wilhelm Abegg (* 29. August 1876 in Berlin; † 18. Oktober 1951 in Baden-Baden) war als linksliberaler Staatssekretär im preußischen Innenministerium bis kurz vor seiner Emigration 1933 der Begründer und Leiter der modernen preußischen Polizei nach dem Ersten Weltkrieg. Er war Gründungsmitglied der Bewegung Freies Deutschland in der Schweiz.

## Herkunft
Wilhelm Abegg entstammte einer ursprünglich schweizerischen Familie. Er war Sohn des Geheimen Admiralitätsrats Wilhelm Abegg sen. und seiner deutsch-jüdischen Ehefrau Margarethe Friedenthal. Sein Großvater war der Strafrechtler Julius Abegg. Seine Brüder waren der Chemiker und Luftfahrtpionier Richard Abegg und Waldemar Abegg, Regierungspräsident in der Provinz Schleswig-Holstein. Sein weitläufiger Verwandter Bruno Abegg, Cousin dritten Grades seines Onkels Heinrich Abegg, war Polizeipräsident von Königsberg.

## Leben

### Ausbildung und Beruf
Abegg besuchte das Wilhelms-Gymnasium in Berlin und studierte anschließend in Berlin und Göttingen Rechtswissenschaften. In Göttingen wurde er Mitglied des Corps Hannovera. Abegg wurde 1903 in Göttingen mit dem rechtsvergleichenden Thema „Die Verjährung der Einreden nach dem römischen, gemeinen und bürgerlichen Recht“ zum Dr. iur. promoviert und absolvierte eine kaufmännische Ausbildung bei den Ältesten der Kaufmannschaft von Berlin. Seit 1907 als Verwaltungsjurist im preußischen Staatsdienst tätig (u. a. 1912–19 als Regierungsrat am Polizeipräsidium Berlin), leitete er seit 1923 als Ministerialdirektor die Polizeiabteilung im preußischen Innenministerium, bevor er 1926 als Nachfolger von Friedrich Wilhelm Meister zum Staatssekretär und ständigen Vertreter des preußischen Innenministers Carl Severing ernannt wurde. Außerdem war Abegg Mitglied der DDP und des überparteilichen Bündnisses für Demokratie Reichsbanner Schwarz-Rot-Gold.
Am 15. Januar 1910 erhielt er das DLV-Ballonführerpatent, drei Monate bevor sein Bruder Richard mit einem Ballon verunglückte. 1918 gehörte Wilhelm Abegg als Major d.R. dem preußischen Heer an.

### Politischer Werdegang
1930 wird Abegg aufgeführt als Mitglied des „Vertrauenskreises“ (Beirats) der Abraham-Lincoln-Stiftung, einer deutschen Zweigstiftung der Rockefeller Foundation.
Er machte sich um die Reform des preußischen Polizeiwesens in politisch schwieriger Zeit durch den Aufbau der modernen Schutzpolizei in Deutschland verdient. Die preußische Polizei kam nach seiner Reorganisation im Mitteldeutschen Aufstand zum Ersteinsatz, wobei auch die Deeskalation als Polizeitaktik erstmals angewendet wurde. Ab 1923 trug Abegg im Bereich der preußischen Polizei die Personalverantwortung und erneuerte die Führungsebene konsequent im republikanischen Sinne, so dass die höheren Dienstränge der Polizei bereits Ende der 20er Jahre durchgängig mit Republikanern besetzt waren. Abeggs besonderes Augenmerk galt in der Folge der zunehmenden politischen Gewaltbereitschaft in der Weimarer Republik, sowie frühzeitig dem Kampf gegen den aufkommenden Nationalsozialismus. Dabei nutzten er und die Regierung des Ministerpräsidenten Otto Braun die ebenfalls Abegg unterstehende Politische Polizei Preußens zur Überwachung des erstarkenden Nationalsozialismus und seiner Führungspersönlichkeiten, wobei insbesondere über die Person Adolf Hitlers und seiner Finanzierungspartner umfangreiche Dossiers erstellt wurden. Damit begab er sich in Widerspruch zur Reichsregierung um Franz von Papen. Diese nutzte den Altonaer Blutsonntag (17. Juli 1932) zur Absetzung der demokratisch legitimierten Landesregierung im sogenannten Preußenschlag. Per Verordnung setzte sich Reichskanzler v. Papen zum Reichskommissar für Preußen ein und erklärte die Regierung Preußens für abgesetzt. Abegg, der im Gegensatz zu seinem vorgesetzten Innenminister Carl Severing und dem Kabinett des Freistaats Preußen noch versucht hatte, Gegenwehr zu organisieren, wurde bereits am folgenden Tag aus dem Staatsdienst entlassen. Die Preußische Staatsregierung hingegen hatte sich dafür entschieden, Gewalt nicht mit Gewalt zu vergelten, und erhob durch ihren Bevollmächtigten und Vertreter im Reichsrat Arnold Brecht nur Verfassungsklage bei dem Staatsgerichtshof für das Deutsche Reich bei dem Reichsgericht. Der Verfassungsstreit ging für beide Seiten offen aus, die Verordnung v. Papens wurde zwar für rechtswidrig erklärt, die Fakten aber waren geschaffen.

### Auswanderung in die Schweiz
In der Folge des zunehmenden Drucks auf Abegg und seine Familie emigrierte er im März 1933 in die Schweiz, nachdem er sich seit 1930 von Berlin aus um die Wiedererlangung des Schweizer Bürgerrechts bemüht hatte.
In Zürich war er von 1933 bis 1949 Anwalt für internationales Recht und insbesondere an Hilfsaktionen für Flüchtlinge beteiligt. Er betrieb hier eine Anwaltskanzlei gemeinsam mit Dr. Alhard Gelpke (1894–1989). Von hier aus kämpfte er während der NS-Zeit weiter vielbeachtet gegen das NS-Regime in Deutschland, gründete und führte namhafte Organisationen des Widerstandes gegen den Nationalsozialismus, wie die Schweizer Sektion der Bewegung Freies Deutschland. Ab 1935 arbeitete er bei den Vorbereitungen zur Schaffung der „Deutschen Volksfront“ mit, war ab 1944 Vorsitzender der „Gesellschaft für abendländische Kulturpolitik“ und 1944/45 Mitglied der „Gesellschaft der Freunde freier deutscher Kultur“. Er war Mitglied des „Schutzverbandes Deutscher Schriftsteller“ (SDS). 1944 wurde er Gründungsmitglied der „Bewegung Freies Deutschland“ (BFD) und wurde 1945 deren Landes-Präsident. 1944/45 war er Redaktionsmitglied des Publikationsorgans „Freies Deutschland“. Er stand im Meinungsaustausch mit Allen Welsh Dulles vom Office of Strategic Services in Bern, brach diesen Kontakt allerdings 1944 ab.

### Gerücht um Bombenattentat auf Hitler
In der Literatur hält sich nach wie vor das Gerücht, dass der im Exil in der Schweiz lebende Abegg bereits 1938 einen Bombenanschlag auf Hitler und andere nationalsozialistische Führungspersonen geplant habe. Er habe kleine Bomben bauen wollen, die – in der Kleidung von Selbstmordattentätern – versteckt, ausgedehnten Schaden angerichtet hätten. Dazu habe er eine Gruppe aus ehemaligen preußischen Polizeibeamten zusammengestellt, die in Uniformen italienischer Kuriere Zugang zu Hitler und anderen Führungspersonen hätten suchen sollen. Der Plan sei zuerst aus technischen Gründen verzögert und später aufgegeben worden, weil Abegg erfahren habe, dass hochrangige Militärs der Wehrmacht einen Befreiungsschlag gegen Hitler planten. Diese Gerüchte gehen allerdings auf eine umfangreiche Aktenfälschung des Schweizer Juristen Dr. Alhard Gelpke und seiner Ehefrau zurück, denen es in den 1950er und 1960er Jahren gelang, zahlreiche Archive und Historiker in der Schweiz und in Deutschland für das angebliche Abegg-Archiv zu interessieren. Der Hauptteil dieses gefälschten Archivs, das auch Erwartungshaltungen wie die Finanzierung von Hitlers Aufstieg durch die Wirtschaft bediente, wurde 1959 für 8000 Franken an Michael Kohl, den späteren Leiter der Ständigen Vertretung der DDR in Bonn verkauft.
Nach dem Krieg erlitt Abegg auf einer Vortragsreise durch Deutschland einen Schlaganfall, so dass er sich zu seinem Bedauern nicht mehr am Wiederaufbau des Staatswesens beteiligen konnte.

## Nachwirken

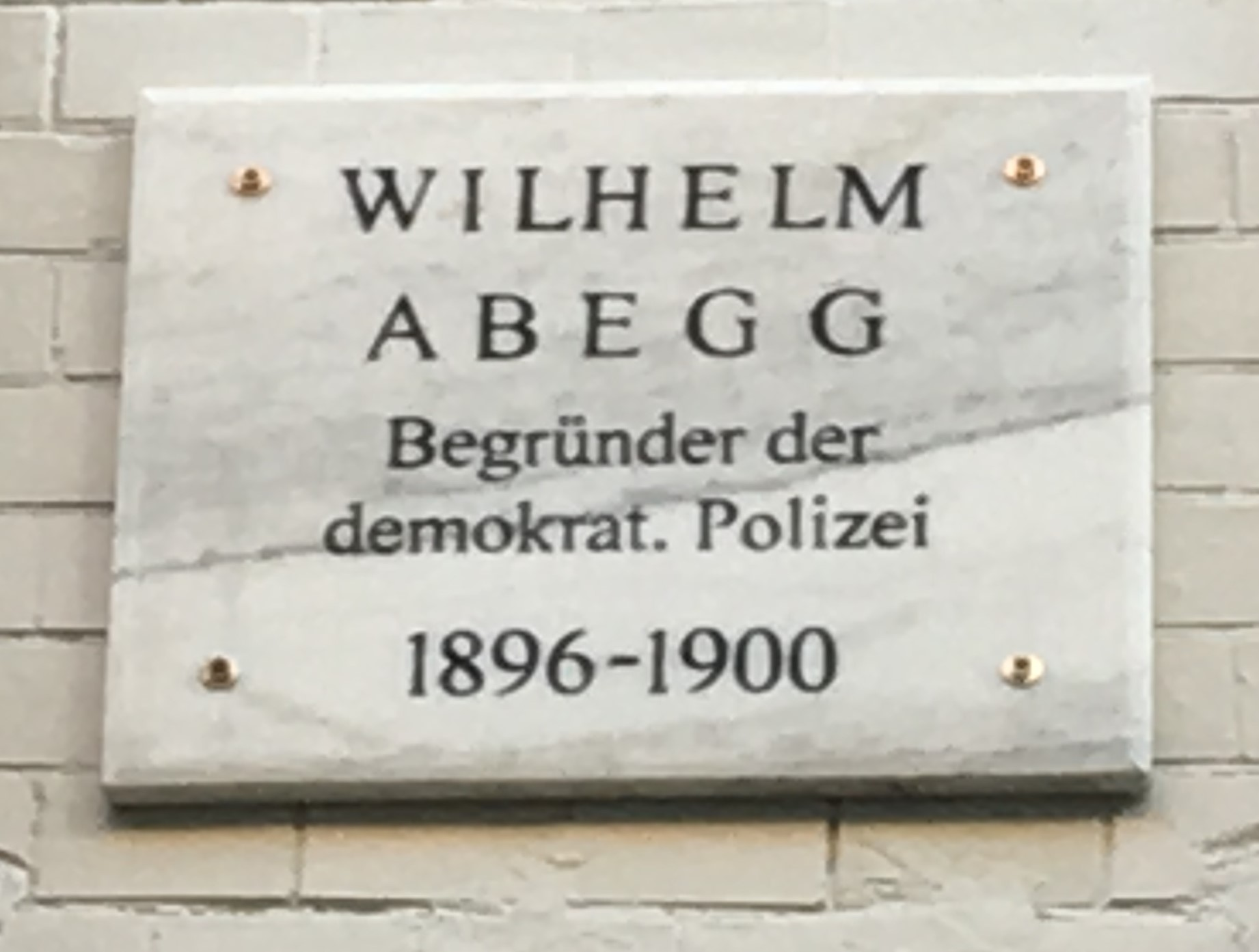
Göttinger Gedenktafel für Wilhelm Abegg

Am 27. Oktober 1984 erhielt er posthum durch Beschluss des Senates der Universität Göttingen den in der Zeit des Nationalsozialismus entzogenen Doktortitel zurück. 2013 ehrte ihn die Stadt Göttingen mit einer Göttinger Gedenktafel.

## Schriften
- Die Verjährung der Einreden nach dem römischen, gemeinen bürgerlichen Recht, Dissertation Göttingen 1903.
- Aufgaben und Aufbau der Polizei, Berlin 1925.
- Lehren aus dem Entwicklungsgange Friedrichs d. Gr. und Napoleons I. für die heutige Zeit, Berlin 1926.
- Aufbau und Gliederung der 'Großen Polizeiausstellung Berlin 1926; Kameradschaft Berlin 1926.
- Die preußische Verwaltung und ihre Reform, Länder und Reich, Berlin 1928.
- Für den neuen Staat, Berlin 1928.